# Karl Kler
Karl Kler (rusă Каpл Клеp]] a fost un arhitect rus din secolul al XIX-lea. A lucrat în special în Gubernia Vladimir.